# Rezidence Waltrovka
Rezidence Waltrovka je komplex obytných a kancelářsko-administrativních budov v Praze 5 – Jinonicích, přímo u Radlické radiály. Název Waltrovka je převzat z názvu bývalé továrny Walter Engines na výrobu automobilů a leteckých motorů, v jehož areálu současná rezidence stojí.

## Popis

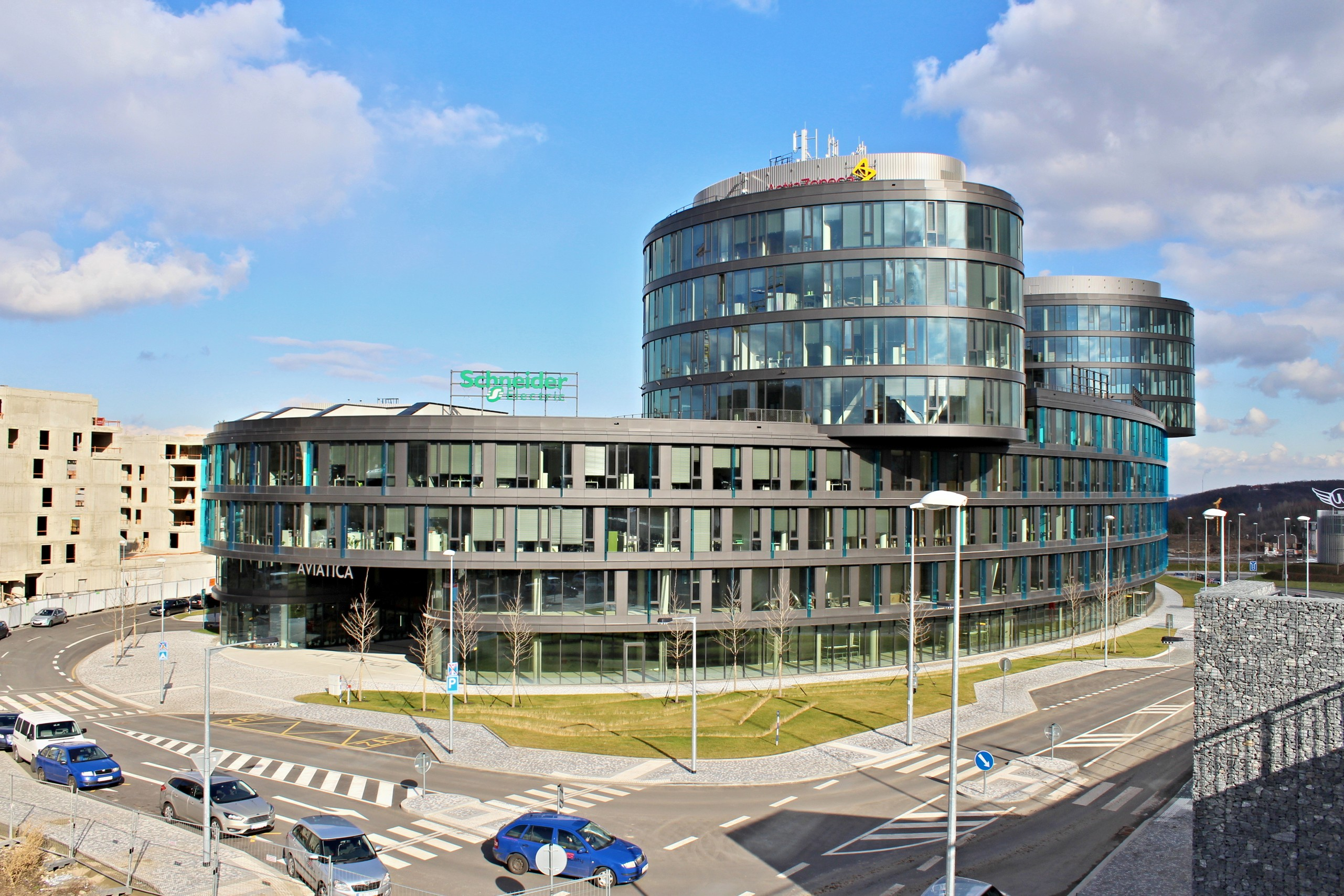
Budova Aviatica

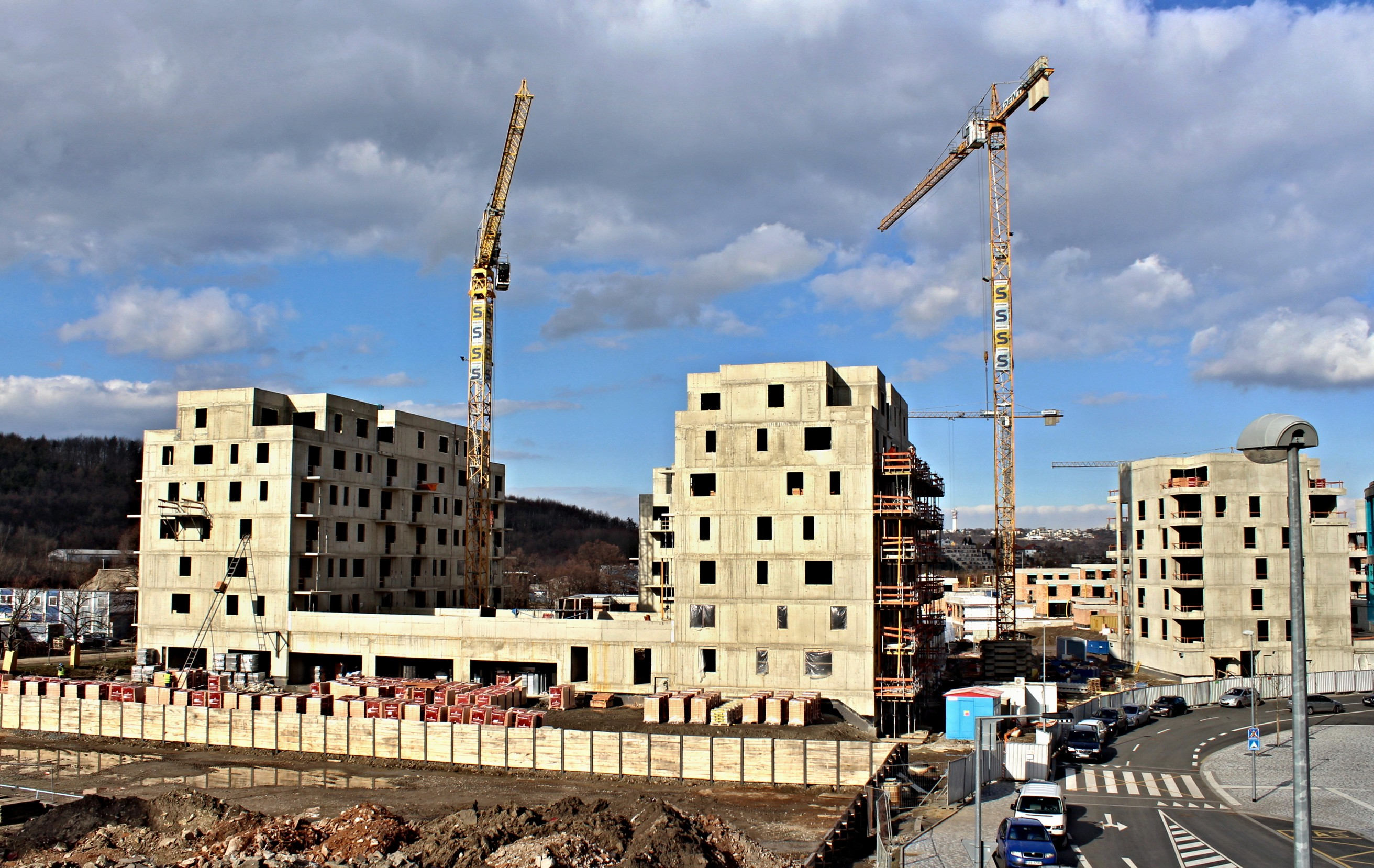
Výstavba bytových domů na severní straně Walterova náměstí (březen 2016)

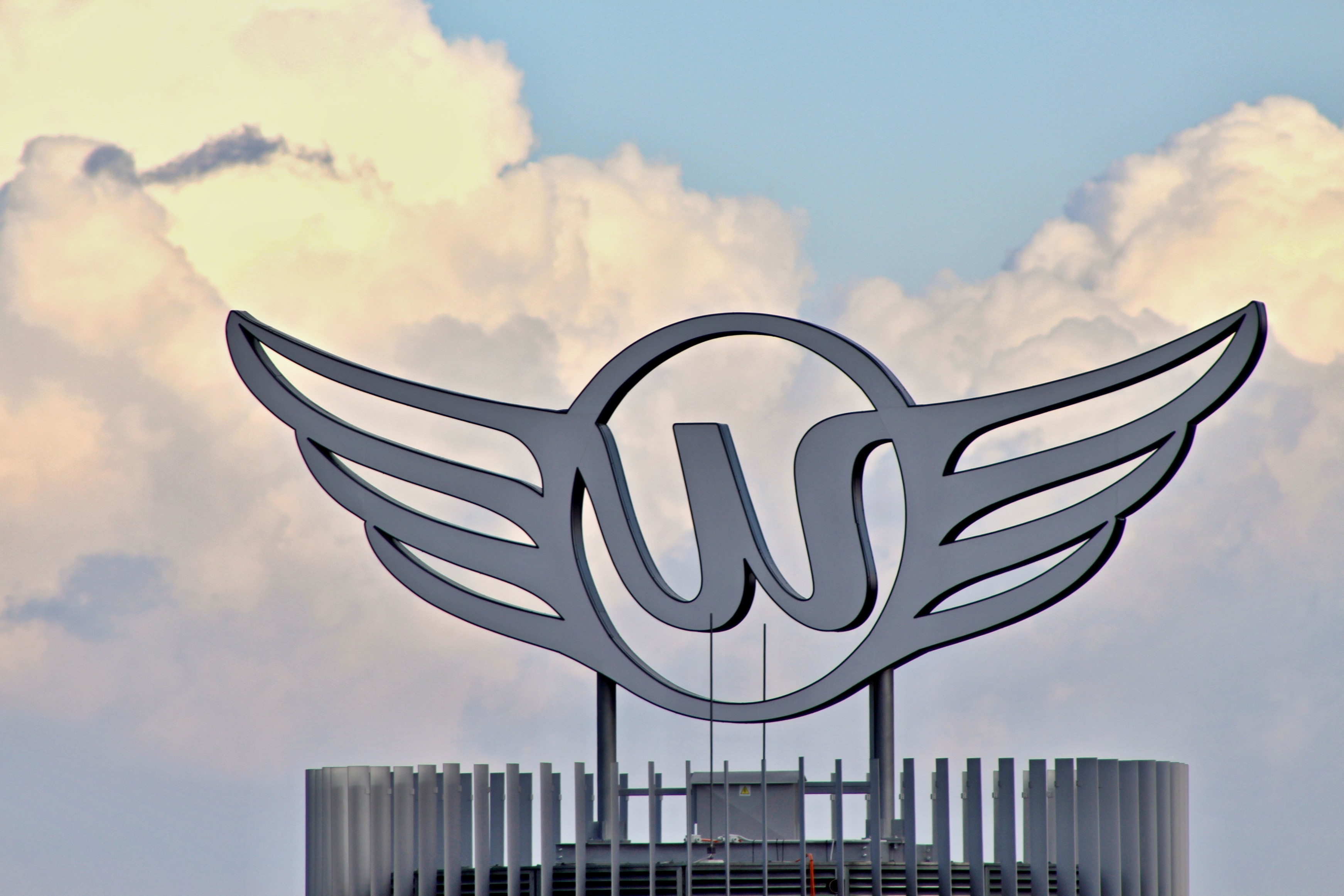
Modifikované logo firmy Walter Engines je zároveň logem nového komplexu budov

Investorem stavby byla skupina Penta Investments a dokončení objektu proběhlo koncem roku 2020. Projekt, jehož půdorys svým tvarem připomíná ještěrku či krokodýla, se skládá ze dvou částí:
- obytné, která je složena z rodinných řadových domků a patrových obytných domů
- kancelářsko-administrativní, která se dále dělí na tři budovy:
  - Aviatica, čp. 921, mezi ul. Kačírkova a U Trezorky (dokončeno 2015), první z budov rezidence
  - Mechanica, čp. 329, jižní a západní strana Walterova náměstí – skládá se ze tří menších částí jedné novostavby, jedné původní (památkově chráněná budova Walter); v té vznikne nové zdravotnické zařízení: klinika skupiny EUC a fyzioterapeutické pracoviště prof. Pavla Koláře (Centrum pohybové medicíny). Klinika bude pobočkou CMC (Canadian Medical Care) a nabídne nadstandardní péči (chirurgie, ortopedie, gynekologie, ORL a stomatochirurgie). Kromě ambulancí budou fungovat i operační sály.[2]
  - Dynamica, čp. 982, mezi ul. Radlická a Kačírkova, východně od budovy Aviatica

18. října 2017 bylo slavnostně otevřeno nové Walterovo náměstí, s novou lávkou od stanice metra Jinonice, s trojdílnou budovou Mechanica, a se sousoším Pegasové od Davida Černého. Lávku postavila Technická správa komunikací hl. m. Prahy podle projektu, připraveného skupinou Penta. TSK vybudovala i přeložku ulice Na Hutmance, nové okružní křižovatky, chodníky a autobusové zálivy, do pěti stavebních akcí tak investovala 270 milionů Kč.
V roce 2019 Penta prodala část komplexu (budovy Aviatica, Mechanica I a II, Walter a Dynamica o celkové ploše 80 tisíc metrů) jihokorejské investiční společnosti (údajně asi za 6,3 miliardy korun).